# Svenska Förenade Filmartister
Svenska AB Förenade Filmartister, (Saffa film) i Stockholm var ett svenskt filmproduktionsbolag grundat 1943 av Thor Modéen, John Botvid, Elof Ahrle, Einar Axelsson, Carl Hagman och Lasse Krantz.
Bolaget producerade totalt endast tre filmer, innan de ekonomiska tillgångarna definitivt sinade.
Bolaget bytte namn till Rex-film i september 1945 och knappt två år senare, 22 juli 1947, försatte Stockholms rådhusrätt bolaget i konkurs. 

## Filmproduktioner
- 1945 – Rattens musketörer
- 1945 – Pettersson och Bendels nya affärer
- 1944 – Fattiga riddare